# Taça Ouro de Voleibol Feminino de 2017
A Taça Ouro de Voleibol Feminino de 2017 foi a primeira edição desta competição organizada pela Confederação Brasileira de Voleibol através da Unidade de Competições Nacionais. A competição é uma espécie de segundo nível do Campeonato Brasileiro de Voleibol Feminino, a principal competição entre clubes de voleibol feminino do Brasil, servindo como repescagem na definição da última vaga à Superliga - Série A, em substituição ao Torneio Seletivo. Participaram deste Torneio as equipes que terminaram nas últimas duas posições na última edição da Superliga - Série A, juntamente com  a equipe vice-campeã da Série B em 2017.
O torneio foi disputado no  No ginásio do SESI Santo André, na cidade de Santo André. A sede foi definida pela CBV.
O SESI-SP sagrou-se campeão do torneio e conquistou o direito de disputar a próxima edição da Superliga Brasileira A.

## Formato de Disputa
A competição foi disputada no sistema de rodízio simples (todos contra todos), triangular, em grupo único. A equipe com melhor índice técnico será considerada campeã do Torneio e garantiu a última vaga para a Superliga Brasileira de Voleibol Feminino de 2017–18 - Série A .

## Equipes Participantes
| Equipe                | Cidade      | Forma de Classificação                                                      |
| --------------------- | ----------- | --------------------------------------------------------------------------- |
| SESI-SP               | Santo André | 11º Colocado na Superliga Brasileira de Voleibol Feminino 2016–17 - Série A |
| Renata/Valinhos       | Valinhos    | 12º Colocado na Superliga Brasileira de Voleibol Feminino 2016–17 - Série A |
| Madero CWB/Curitibano | Curitiba    | 2º Colocado na Superliga Brasileira de Voleibol 2017 - Série B              |

## Fase Única
- Vitória por 3 sets a 0 ou 3 a 1: 3 pontos para o vencedor;
- Vitória por 3 sets a 2: 2 pontos para o vencedor e 1 ponto para o perdedor.
- Não comparecimento, a equipe perde 2 pontos.
- Em caso de igualdade por pontos, os seguintes critérios servem como desempate: número de vitórias, razão de sets e razão de ralis.

|  |                                                                                              |
|  | Campeão e Classificado para a Superliga Brasileira de Voleibol Feminino de 2017–18 - Série A |
|  | Equipes que disputarão a Superliga Brasileira de Voleibol Feminino de 2017 - Série B.        |

### Classificação Final
|  |

|     |                       |     | Jogos | Jogos | Jogos | Resultados | Resultados | Resultados | Resultados | Resultados | Resultados | Sets | Sets | Sets  | Pontos | Pontos | Pontos |
| Pos | Equipe                | Pts | T     | V     | D     | 3–0        | 3–1        | 3–2        | 2–3        | 1–3        | 0–3        | V    | P    | R     | V      | P      | R      |
| --- | --------------------- | --- | ----- | ----- | ----- | ---------- | ---------- | ---------- | ---------- | ---------- | ---------- | ---- | ---- | ----- | ------ | ------ | ------ |
| 1   | SESI-SP               | 5   | 2     | 2     | 0     | 0          | 1          | 1          | 0          | 0          | 0          | 6    | 3    | 2,000 | 202    | 193    | 1.047  |
| 2   | Madero CWB/Curitibano | 2   | 2     | 1     | 1     | 0          | 0          | 1          | 0          | 1          | 0          | 4    | 5    | 0.800 | 198    | 207    | 0.957  |
| 3   | Renata/Valinhos       | 2   | 2     | 0     | 2     | 0          | 0          | 0          | 2          | 0          | 0          | 4    | 6    | 0.667 | 204    | 204    | 1,000  |

### Jogos
| Quarta-feira, 2 de agosto 20:00 Relatório | Renata/Valinhos | 2 — 3                         | Madero CWB/Curitibano | Ginásio SESI Santo André, Santo André |
| Quarta-feira, 2 de agosto 20:00 Relatório | 25 23 25 21 13  | Set 1 Set 2 Set 3 Set 4 Set 5 | 19 25 18 25 15        | Ginásio SESI Santo André, Santo André |

| Quinta-feira, 3 de agosto 18:00 Relatório | SESI-SP     | 3 — 1                   | Madero CWB/Curitibano | Ginásio SESI Santo André, Santo André |
| Quinta-feira, 3 de agosto 18:00 Relatório | 20 29 26 25 | Set 1 Set 2 Set 3 Set 4 | 25 27 24 20           | Ginásio SESI Santo André, Santo André |

| Sábado, 5 de agosto 18:00 Relatório | SESI-SP     | 3 — 2                         | Renata/Valinhos | Ginásio SESI Santo André, Santo André |
| Sábado, 5 de agosto 18:00 Relatório | 25 14 23 15 | Set 1 Set 2 Set 3 Set 4 Set 5 | 20 19 25 8      | Ginásio SESI Santo André, Santo André |

## Premiações
| Taça Ouro de 2017                                                      |
| São Paulo                                                              |
| ---------------------------------------------------------------------- |
| SESI-SP Campeão Classificado à Elite do Voleibol Brasileiro de 2017-18 |